# Camillea texensis
Camillea texensis är en svampart som beskrevs av J.D. Rogers & Lar.N. Vassiljeva 2008. Camillea texensis ingår i släktet Camillea och familjen kolkärnsvampar.   Inga underarter finns listade i Catalogue of Life.